# Bansen Tanaka
Bansen Tanaka (田中 万川, Tanaka Bansen, 21. března 1912, Ósaka – prosinec 1988) byl japonský mistr aikido a předválečný i poválečný žák zakladatele aikida Moriheie Uešiby, který drží 9. dan aikido.

## Životopis
Tanaka byl praktikant juda, když se v roce 1936 setkal s Moriheim Uešibou. S touhou dozvědět se o aikido založil v Ósace dódžo pro Noriaki Inoueho, raného studenta a synovce Uešiby. Inoueho a Uešibovo učení následoval až do roku 1939, kdy byl odveden do války. Jeho znalost aikido mu zajistila pozici bodyguarda v armádě. Po válce se vrátil do Ósaky, kde pokračoval ve cvičení aikido. Odešel také do Iwamy (během stavby jeho dódžo v Ósace) a trénoval spolu s dalšími renomovanými Uešibovými studenty. Byl jedním z mála studentů, kteří trénovali s Uešibou před válkou a po ní.
Uešiba v roce 1951 Tanaku kontaktoval a navrhl mu, aby si postavil vlastní dódžo v Ósace, budoucí Osaka Aikikai Dojo. Po inauguraci dódžo (počátkem roku 1952) tam Uešiba strávil několik měsíců výukou aikida a často se sem vracel navštěvovat a učit.
Tanaka zůstal hlavním instruktorem Osaka Aikikai Dojo až do své smrti. Byl 9. dan Aikikai.